# Daniel Yergin
Daniel Howard Yergin (nascido em 6 de fevereiro de 1947) é um autor, historiador econômico e consultor americano nos setores de energia e economia. Yergin é vice-presidente da S&P Global. Ele foi vice-presidente da IHS Markit, que se fundiu com a S&P em 2022. Ele fundou a Cambridge Energy Research Associates, que a IHS Markit adquiriu em 2004. Ele é autor ou coautor de vários livros sobre energia e economia mundial, incluindo o vencedor do Prêmio Pulitzer The Prize: The Epic Quest for Oil, Money, and Power (1991)  The Quest: Energy, Security, and the Remaking of the Modern World (2011), e The New Map: Energy, Climate, and the Clash of Nations (2020).
Os artigos e editoriais de Yergin sobre energia, história e economia foram publicados em publicações como The Wall Street Journal, The New York Times,  The Washington Post, e o Financial Times. Todos os livros de Yergin foram redigidos à mão. Ele é afiliado a várias organizações, como diretor da United States Energy Association, administrador da Brookings Institution, consultor de longo prazo de várias administrações dos EUA, bem como presidente da conferência anual de energia CERAWeek.

## Pontos de vista e pesquisa

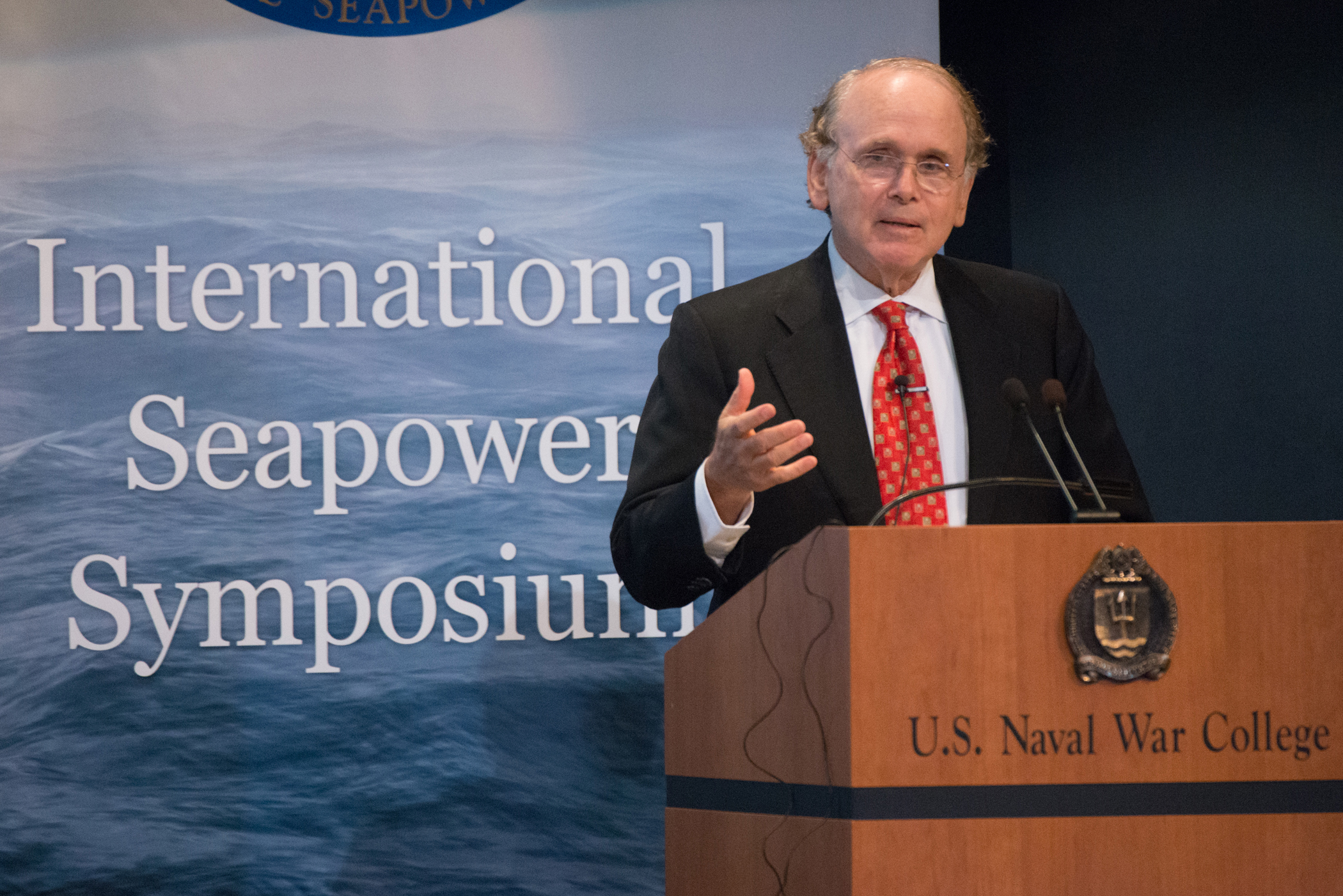
Yergin no Simpósio Internacional Seapower de 2014

Os artigos  e editoriais de Yergin sobre energia, história e economia foram publicados em diversas publicações, incluindo The Wall Street Journal, The New York Times,  Foreign Affairs, The Washington Post, Financial Times, e Forbes. Ele também foi entrevistado sobre política energética e política internacional em vários programas de televisão. Em 2003 tornou-se especialista global em energia da CNBC, o que continuou a fazer durante uma década, e em Setembro de 2011 apareceu no The Colbert Report para discutir a energia eólica e solar.
Em um ensaio de 2011 publicado no The Wall Street Journal, Yergin criticou as previsões de um pico iminente do petróleo. Em vez de um pico, Yergin previu que a produção futura de petróleo atingiria um platô, à medida que o aumento dos preços moderaria a procura e estimularia a produção. Ele também abordou o pico do petróleo num capítulo de The Quest intitulado "O mundo está a ficar sem petróleo?"
Em 2019, Yergin e o ex-secretário de Energia dos EUA , Ernest Moniz, lideraram um importante estudo de 229 páginas, Advancing the Landscape of Clean Energy Innovation, que foi conduzido pela IHS Markit e pela Energy Futures Initiative para a coalizão Breakthrough Energy, liderada por Bill Gates. O estudo identificou dez áreas para avanços energéticos transformacionais. Axios citou Yergin: "O objetivo do relatório é fornecer uma estrutura e um guia para pessoas que desejam investir em inovação em energia limpa."